# Adriano Bonaiuti
Adriano Bonaiuti (Roma, 7 de mayo de 1967) es un exfutbolista italiano. Se desempeñaba en la posición de guardameta.

## Clubes
| Club                  | País   | Año         |
| --------------------- | ------ | ----------- |
| A. C. Cesena          | Italia | 1984 - 1985 |
| Sambenedettese Calcio | Italia | 1985 - 1989 |
| Hellas Verona         | Italia | 1989        |
| Juventus F. C.        | Italia | 1989 - 1991 |
| Calcio Padova         | Italia | 1991 - 1996 |
| U. S. Palermo         | Italia | 1996 - 1997 |
| Cosenza Calcio        | Italia | 1997        |
| U. S. Palermo         | Italia | 1997 - 1998 |
| Trapani Calcio        | Italia | 1998 - 2000 |
| Pescara Calcio        | Italia | 2000 - 2001 |
| Udinese Calcio        | Italia | 2001 - 2005 |

## Palmarés

### Campeonatos nacionales
| Título      | Club           | País   | Año     |
| ----------- | -------------- | ------ | ------- |
| Copa Italia | Juventus F. C. | Italia | 1989-90 |

### Copas internacionales
| Título          | Club           | País   | Año     |
| --------------- | -------------- | ------ | ------- |
| Copa de la UEFA | Juventus F. C. | Italia | 1989-90 |